# Поліритмія
Поліритміка, поліритмія — поєднання в музичному творі двох (і більше) самостійних ритмічних малюнків в рамках одного розміру.
Поліритмія широко використовується в національній музиці Африки.
Інший приклад поліритмії — гра в ансамблі, коли один виконавець грає інший ритмічний малюнок, ніж інші. Характерна для джазу.
Поліритмія часто використовується в математичному року. Композиції характеризуються динамічністю, складністю виконання, акцентом на інструментальну партію. Bitch Magnet, Rodan, Crain, The For Carnation, June of 44, Sonora Pine, Roadside Monument і Shipping News — гурти, які вважаються засновниками вищезгаданого стилю.
Також, поліритмія є однією з основних рис math metal, де гітари і ударні виконують партії з різними ритмами. Найчастіше поліритмія зустрічається всередині ударної партії.
Прикладом поліритмії може послужити пісня Question! гурту System of a Down.

## Звукові приклади
| Тріолі         | X |  | X |   | X |  | X |  | X |   | X |  | X |  | X |   | X |  | X |  | X |   | X |  |
| Половинні ноти | X |  |   | X |   |  | X |  |   | X |   |  | X |  |   | X |   |  | X |  |   | X |   |  |

| Четвертні ноти | X |  |  | X |   |  | X |  |   | X |  |  | X |  |  | X |   |  | X |  |   | X |  |  |
| Тріолі         | X |  |  |   | X |  |   |  | X |   |  |  | X |  |  |   | X |  |   |  | X |   |  |  |